# Premonition (álbum)
Premonition es el primer álbum en directo del músico estadounidense John Fogerty, publicado por la compañía discográfica Geffen Records en junio de 1998. El álbum recoge dos conciertos grabados en los Warner Bros. Studios los días 12 y 13 de diciembre de 1997, e incluye canciones de su carrera en solitario y de su etapa anterior con el grupo Creedence Clearwater Revival. Una versión en DVD incluyó la filmación del concierto con cuatro canciones adicionales.

## Lista de canciones
Todas las canciones escritas y compuestas por John Fogerty excepto donde se anota. 
| CD  |                              |                                              |          |  |
| N.º | Título                       | Escritor(es)                                 | Duración |  |
| 1.  | «Born on the Bayou»          |                                              | 4:54     |  |
| 2.  | «Green River»                | Eleanor Broadwater, Dale Hawkins, Stan Lewis | 4:15     |  |
| 3.  | «Susie Q»                    |                                              | 5:24     |  |
| 4.  | «I Put a Spell on You»       | Screamin' Jay Hawkins                        | 5:02     |  |
| 5.  | «Who'll Stop the Rain»       |                                              | 2:57     |  |
| 6.  | «Premonition»                |                                              | 3:18     |  |
| 7.  | «Almost Saturday Night»      |                                              | 2:26     |  |
| 8.  | «Rockin' All Over the World» |                                              | 3:32     |  |
| 9.  | «Joy of My Life»             |                                              | 3:55     |  |
| 10. | «Down on the Corner»         |                                              | 2:57     |  |
| 11. | «Centerfield»                |                                              | 3:54     |  |
| 12. | «Swamp River Days»           |                                              | 4:25     |  |
| 13. | «Hot Rod Heart»              |                                              | 3:41     |  |
| 14. | «The Old Man Down the Road»  |                                              | 4:23     |  |
| 15. | «Bad Moon Rising»            |                                              | 2:18     |  |
| 16. | «Fortunate Son»              |                                              | 4:11     |  |
| 17. | «Proud Mary»                 |                                              | 4:01     |  |
| 18. | «Travelin' Band»             |                                              | 2:53     |  |

| DVD |                                  |          |  |
| N.º | Título                           | Duración |  |
| 1.  | «Born on the Bayou»              |          |  |
| 2.  | «Green River»                    |          |  |
| 3.  | «Susie Q»                        |          |  |
| 4.  | «I Put a Spell on You»           |          |  |
| 5.  | «Bring it Down to Jelly Roll»    |          |  |
| 6.  | «Who'll Stop the Rain»           |          |  |
| 7.  | «Premonition»                    |          |  |
| 8.  | «A Hundred and Ten in the Shade» |          |  |
| 9.  | «Almost Saturday Night»          |          |  |
| 10. | «Rockin' All Over the World»     |          |  |
| 11. | «Joy of My Life»                 |          |  |
| 12. | «Down on the Corner»             |          |  |
| 13. | «Centerfield»                    |          |  |
| 14. | «Swamp River Days»               |          |  |
| 15. | «Hot Rod Heart»                  |          |  |
| 16. | «The Old Man Down the Road»      |          |  |
| 17. | «Blueboy»                        |          |  |
| 18. | «Walking in a Hurricane»         |          |  |
| 19. | «Bad Moon Rising»                |          |  |
| 20. | «Fortunate Son»                  |          |  |
| 21. | «Proud Mary»                     |          |  |
| 22. | «Travelin' Band»                 |          |  |

## Personal
- John Fogerty: voz y guitarra
- Kenny Aronoff: batería
- Bob Glaub: bajo
- Johnny Lee Schell: guitarra y coros
- Michael Canipe: guitarra y coros
- Julia Waters, Maxine Waters and Oren Waters: coros en «Premonition», «Almost Saturday Night» y «Down on the Corner»
- George Hawkins Jr.: bajo en «Fortunate Son»

## Posición en listas
| País              | Lista                 | Posición |
| ----------------- | --------------------- | -------- |
| Alemania          | Media Control Charts  | 64       |
| Australia         | ARIA Albums Chart     | 25       |
| Bélgica (Flandes) | Ultratop 200 Albums   | 15       |
| Canadá            | Canadian Albums Chart | 55       |
| Estados Unidos    | Billboard 200         | 29       |
| Finlandia         | Finnish Albums Chart  | 10       |
| Noruega           | VG-lista              | 2        |
| Países Bajos      | Mega Albums Top 100   | 51       |
| Suecia            | Albums Top 60         | 1        |
| Suiza             | Swiss Top Albums 100  | 38       |